# Zhang Bin
Zhang Bin (張斌S, Zhāng BīnP; Jinan, 28 dicembre 1961) è un ex cestista e allenatore di pallacanestro cinese.

## Carriera
Con la Cina ha disputato due edizioni dei Giochi olimpici (1984, 1988) e due dei Campionati del mondo (1986, 1990).